# 中里見博
中里見 博（なかさとみ ひろし、1966年 - ）は、日本の法学者、大阪電気通信大学教授。専門は憲法、ジェンダー法学。NPO法人ぱっぷす副理事長。

## 来歴
福岡市生まれ。1990年名古屋大学法学部卒、1996年同大学院法学研究科博士課程退学、1995年米国ミネソタ大学ロースクールＬＬ．Ｍ．修了。1996年名古屋大学法学部助手、1999年福島大学行政社会学部助教授、2007年同行政政策学類准教授。2012年徳島大学総合科学部准教授。2016年大阪電気通信大学工学部人間科学研究センター教授。

## 人物
- ポルノグラフィ、売買春を人権と両性平等の観点から批判的に研究する「ポルノ・買春問題研究会」の中心人物。
- 市民の非暴力行動によって国際紛争の予防・解決をめざす国際ＮＧＯの日本グループ「非暴力平和隊・日本」などの会員。
- 名古屋大学時代は飯田祐子と親しかった[1]。

## 著書

### 単著
- 『憲法24条+9条 なぜ男女平等がねらわれるのか』かもがわブックレット 2005
- 『ポルノグラフィと性暴力 新たな法規制を求めて』明石書店 福島大学叢書新シリーズ 2007

### 共著
- 『フロンティア法学』上田純子,三枝有,長尾良子共著 法律文化社 2003
- 『クローズアップ憲法』小沢隆一編 清水雅彦,塚田哲之,多田一路,植松健一共著 法律文化社 2008
- 『近代ヨーロッパの探究  ジェンダー』姫岡とし子,長谷川まゆ帆,河村貞枝,松本彰,砂山充子,菊川麻里共著 ミネルヴァ書房 2008
- 『鎌仲監督VS福島大学1年生 3.11を学ぶ若者たちへ』鎌仲ひとみ共編著 子どもの未来社 子どもの未来社*ブックレット 2012
- 三成美保、長志珠絵、木村朗子、田野大輔、中里見博、二宮周平ほか 著、三成美保 編『同性愛をめぐる歴史と法―尊厳としてのセクシュアリティ』明石書店、2015年8月31日。ISBN 978-4750342399。

### 翻訳
- キャサリン・マッキノン,アンドレア・ドウォーキン『ポルノグラフィと性差別』森田成也共訳 青木書店 2002
- キャサリン・マッキノン『女の生、男の法』森田成也,武田万里子共訳 岩波書店 2011

## 参考
- [ISBN　978-4-86412-044-9]
- 徳島大学